# تیلده کاسای
تیلده کاسای (ایتالیایی: Tilde Kassay؛ ‏ ۱۳ مارس ۱۸۸۷ – ۱۵ دسامبر ۱۹۶۴) بازیگر اهل ایتالیا بود.
از فیلم‌های او می‌توان به دیانا سورل اشاره نمود.